# Ōsaki (Miyagi)
Ōsaki (大崎市 Ōsaki-shi?) es una ciudad localizada en la prefectura de Miyagi, Japón. En octubre de 2018 tenía una población de 130.407 habitantes y una densidad de población de 164 personas por km². Su área total es de 796,76 km².

## Geografía

### Municipios circundantes
- Prefectura de Miyagi
  - Tome
  - Kurihara
  - Misato
  - Wakuya
  - Ōsato
  - Ōhira
  - Shikama
  - Kami
  - Matsushima
- Prefectura de Yamagata
  - Mogami
- Prefectura de Akita
  - Yuzawa

## Demografía
Según datos del censo japonés, la población de Ōsaki ha disminuido en los últimos años.
| Año del censo | Población |
| ------------- | --------- |
| 1995          | 138.068   |
| 2000          | 139.313   |
| 2005          | 138.491   |
| 2010          | 135.147   |
| 2015          | 133.391   |